# La Puebla de los Infantes
La Puebla de los Infantes è un comune spagnolo di 3 293 abitanti situato nella comunità autonoma dell'Andalusia.